# Rani – Herrscherin der Herzen
Rani – Herrscherin der Herzen ist eine französische Fernsehserie von Arnaud Sélignac nach Vorlage der gleichnamigen Comicserie von Jean Van Hamme mit Mylène Jampanoï in der Hauptrolle. Die Erstausstrahlung der Serie erfolgte in Belgien durch den Sender La Une vom 27. August bis zum 17. September 2011 und in Frankreich vom 14. Dezember 2011 bis zum 4. Januar 2012 durch France 2. Die deutsche Fassung hatte Erstausstrahlung vom 20. Februar bis zum 6. März 2014 bei Arte.

## Handlung
In Frankreich, Mitte des 18. Jahrhunderts, wird die junge Adlige Jolanne de Valcourt nach dem Tod ihres Vaters, des Marquis Charles de Valcourt, Opfer ihres intriganten Halbbruders Philippe, der das Erbe mit ihr nicht teilen will. Mit Hilfe des korrupten Polizisten Laroche versucht er ihr einen Mord und Hochverrat anzuhängen, wodurch ihr die Todesstrafe droht. Jolanne übernimmt im Gefängnis die Identität einer sterbenden Prostituierten, wird für deren Vergehen verurteilt und in die französische Kolonie nach Indien verschifft, wo sie als rechtlose Sklavin in einem Bordell arbeiten muss. Immer auf der Flucht vor ihrem Halbbruder und seinem Komplizen schafft sie es aus dem Bordell zu fliehen, wird über Umwege erst zur Privatsekretärin der Frau des Gouverneurs Dupleix und kommt danach zum Maharadscha Ranveer Singh, dessen dritte Frau sie wird. In dieser Position kann sie die Machenschaften aufdecken, Beweise für ihre Unschuld beibringen und Rache an den Verschwörern nehmen.

## Besetzung und Synchronisation
Die deutsche Synchronisation entstand unter der Dialogregie von Kira Uecker durch die Synchronfirma Hamburger Synchron in Hamburg.
| Figur                | Darsteller          | Deutscher Sprecher    | Anzahl Folgen |
| -------------------- | ------------------- | --------------------- | ------------- |
| Jolanne de Valcourt  | Mylène Jampanoï     | Jennifer Böttcher     | 8             |
| Laroche              | Pascal Demolon      | Volker Hanisch        | 7             |
| Craig Walker         | Rémi Bichet         | Tobias Schmidt        | 7             |
| Philippe de Valcourt | Jean-Hugues Anglade | Klaus-Dieter Klebsch  | 6             |
| Jeanne Dupleix       | Yaël Abecassis      | Katrin Decker         | 5             |
| Ranveer Singh        | Olivier Sitruk      | Sascha Rotermund      | 5             |
| Laure de Marsac      | Emma Reynaud        | Kristina von Weltzien | 5             |
| Charles de Bussy     | Antoine Gouy        | Oliver Böttcher       | 5             |

## Episodenliste
| Nr. | Deutscher Titel            | Originaltitel | Erstausstrahlung Belgien | Deutschsprachige Erstausstrahlung (D) | Regie           | Drehbuch       |
| --- | -------------------------- | ------------- | ------------------------ | ------------------------------------- | --------------- | -------------- |
| 1   | Auf der Flucht             | Bâtarde       | 27. Aug. 2011            | 20. Feb. 2014                         | Arnaud Sélignac | Jean Van Hamme |
| 2   | Unter Räubern              | Brigande      | 27. Aug. 2011            | 20. Feb. 2014                         | Arnaud Sélignac | Jean Van Hamme |
| 3   | Nach Indien verbannt       | Esclave       | 3. Sep. 2011             | 20. Feb. 2014                         | Arnaud Sélignac | Jean Van Hamme |
| 4   | Das Freudenhaus            | Maîtresse     | 3. Sep. 2011             | 27. Feb. 2014                         | Arnaud Sélignac | Jean Van Hamme |
| 5   | Schatten der Vergangenheit | Intouchable   | 10. Sep. 2011            | 27. Feb. 2014                         | Arnaud Sélignac | Jean Van Hamme |
| 6   | Im goldenen Käfig          | Condamnée     | 10. Sep. 2011            | 27. Feb. 2014                         | Arnaud Sélignac | Jean Van Hamme |
| 7   | Geliebt, gehasst, verbannt | Reine         | 17. Sep. 2011            | 6. März 2014                          | Arnaud Sélignac | Jean Van Hamme |
| 8   | Die Rückkehr der Marquise  | Marquise      | 17. Sep. 2011            | 6. März 2014                          | Arnaud Sélignac | Jean Van Hamme |